# عبدالله سیسه (بازیکن فوتبال، زاده ۱۹۹۶)
عبدالله سیسه (انگلیسی: Abdoulaye Cissé؛ زادهٔ ۱۳ فوریهٔ ۱۹۹۶) بازیکن فوتبال اهل گینه است.
از باشگاه‌هایی که در آن بازی کرده است می‌توان به باشگاه فوتبال آنژه اشاره کرد.
وی همچنین در تیم‌های ملی فوتبال زیر ۲۰ سال گینه و گینه بازی کرده است.